# Skwirzowa-Młyn
Skwirzowa-Młyn – część wsi Skwirzowa w Polsce, położona w województwie świętokrzyskim, w powiecie sandomierskim, w gminie Łoniów. Nie posiada sołtysa, należy do sołectwa Skwirzowa.
W latach 1975–1998 Skwirzowa-Młyn administracyjnie należała do województwa tarnobrzeskiego.